# Bruno Lulaj
Bruno Lulaj (Elbasan, 2 aprile 1995) è un calciatore albanese, difensore dell'Elbasani.

## Carriera

### Club
Ha giocato nella prima divisione albanese.

### Nazionale
Debutta con l'Under-21 il 28 marzo 2015 nella partita valida per le qualificazioni ad Euro 2017, finita 0-2 contro il Liechtenstein Under-21.

## Statistiche

### Presenze e reti nei club
Statistiche aggiornate al 18 maggio 2025.
| Stagione          | Squadra           | Campionato        | Campionato | Campionato | Coppe nazionali | Coppe nazionali | Coppe nazionali | Coppe continentali | Coppe continentali | Coppe continentali | Altre coppe | Altre coppe | Altre coppe | Totale | Totale |
| Stagione          | Squadra           | Comp              | Pres       | Reti       | Comp            | Pres            | Reti            | Comp               | Pres               | Reti               | Comp        | Pres        | Reti        | Pres   | Reti   |
| ----------------- | ----------------- | ----------------- | ---------- | ---------- | --------------- | --------------- | --------------- | ------------------ | ------------------ | ------------------ | ----------- | ----------- | ----------- | ------ | ------ |
| 2014-2015         | Skënderbeu        | KS                | 3          | 0          | CA              | 3               | 2               | UCL                | -                  | -                  | SA          | 0           | 0           | 6      | 2      |
| 2015-2016         | Skënderbeu        | KS                | 2          | 0          | CA              | 3               | 0               | UCL                | 0                  | 0                  | SA          | 1           | 0           | 6      | 0      |
| 2016-2017         | Laçi              | KS                | 29         | 2          | CA              | 1               | 0               | -                  | -                  | -                  | -           | -           | -           | 30     | 2      |
| 2017-gen. 2018    | Skënderbeu        | KS                | 3          | 0          | CA              | 3               | 1               | UEL                | 0                  | 0                  | -           | -           | -           | 6      | 1      |
| gen.-giu. 2018    | Laçi              | KS                | 17         | 1          | CA              | 3               | 0               | -                  | -                  | -                  | -           | -           | -           | 20     | 1      |
| Totale Laçi       | Totale Laçi       | Totale Laçi       | 46         | 3          |                 | 4               | 0               |                    | -                  | -                  |             | -           | -           | 50     | 3      |
| 2018-2019         | Skënderbeu        | KS                | 12         | 0          | CA              | 2               | 0               | -                  | -                  | -                  | SA          | 1           | 0           | 15     | 0      |
| Totale Skënderbeu | Totale Skënderbeu | Totale Skënderbeu | 20         | 0          |                 | 11              | 3               |                    | 0                  | 0                  |             | 2           | 0           | 33     | 3      |
| 2019-2020         | Kukësi            | KS                | 31         | 0          | CA              | 8               | 2               | UEL                | 1                  | 0                  | SA          | 1           | 0           | 41     | 2      |
| 2020-2021         | Kukësi            | KS                | 27         | 1          | CA              | 3               | 0               | UEL                | 0                  | 0                  | -           | -           | -           | 30     | 1      |
| 2021-2022         | Kukësi            | KS                | 33         | 3          | CA              | 3               | 0               | -                  | -                  | -                  | -           | -           | -           | 36     | 3      |
| Totale Kukësi     | Totale Kukësi     | Totale Kukësi     | 91         | 4          |                 | 14              | 2               |                    | 1                  | 0                  |             | 1           | 0           | 107    | 6      |
| 2022-2023         | Tirana            | KS                | 24         | 2          | CA              | 6               | 1               | UCL+UECL           | -                  | -                  | SA          | 1           | 0           | 31     | 3      |
| 2023-2024         | Tirana            | KS                | 25         | 2          | CA              | 5               | 1               | UECL               | 4                  | 0                  | -           | -           | -           | 34     | 3      |
| Totale Tirana     | Totale Tirana     | Totale Tirana     | 49         | 4          |                 | 11              | 2               |                    | 4                  | 0                  |             | 1           | 0           | 65     | 6      |
| 2024-2025         | Elbasani          | KS                | 32         | 1          | CA              | 3               | 0               | -                  | -                  | -                  | -           | -           | -           | 35     | 1      |
| 2025-2026         | Elbasani          | KS                | 0          | 0          | CA              | 0               | 0               | -                  | -                  | -                  | -           | -           | -           | 0      | 0      |
| Totale Elbasani   | Totale Elbasani   | Totale Elbasani   | 32         | 1          |                 | 3               | 0               |                    | -                  | -                  |             | -           | -           | 35     | 1      |
| Totale carriera   | Totale carriera   | Totale carriera   | 238        | 12         |                 | 43              | 7               |                    | 5                  | 0                  |             | 4           | 0           | 290    | 19     |

### Cronologia presenze e reti in nazionale
| Cronologia completa delle presenze e delle reti in nazionale ― Albania under 21 | Cronologia completa delle presenze e delle reti in nazionale ― Albania under 21 | Cronologia completa delle presenze e delle reti in nazionale ― Albania under 21 | Cronologia completa delle presenze e delle reti in nazionale ― Albania under 21 | Cronologia completa delle presenze e delle reti in nazionale ― Albania under 21 | Cronologia completa delle presenze e delle reti in nazionale ― Albania under 21 | Cronologia completa delle presenze e delle reti in nazionale ― Albania under 21 | Cronologia completa delle presenze e delle reti in nazionale ― Albania under 21 |
| Data                                                                            | Città                                                                           | In casa                                                                         | Risultato                                                                       | Ospiti                                                                          | Competizione                                                                    | Reti                                                                            | Note                                                                            |
| ------------------------------------------------------------------------------- | ------------------------------------------------------------------------------- | ------------------------------------------------------------------------------- | ------------------------------------------------------------------------------- | ------------------------------------------------------------------------------- | ------------------------------------------------------------------------------- | ------------------------------------------------------------------------------- | ------------------------------------------------------------------------------- |
| 8-10-2014                                                                       | Buzău                                                                           | Romania under 21                                                                | 3 – 1                                                                           | Albania under 21                                                                | Amichevole                                                                      | -                                                                               |                                                                                 |
| 28-3-2015                                                                       | Vaduz                                                                           | Liechtenstein under 21                                                          | 0 – 2                                                                           | Albania under 21                                                                | Qual. Europeo Under-21 2017                                                     | -                                                                               |                                                                                 |
| 16-6-2015                                                                       | Sollentuna                                                                      | Svezia under 21                                                                 | 4 – 1                                                                           | Albania under 21                                                                | Amichevole                                                                      | -                                                                               | 34’                                                                             |
| 3-9-2015                                                                        | Tirana                                                                          | Albania under 21                                                                | 1 – 1                                                                           | Israele under 21                                                                | Qual. Europeo Under-21 2017                                                     | -                                                                               | 42’                                                                             |
| 8-9-2015                                                                        | Tirana                                                                          | Albania under 21                                                                | 1 – 6                                                                           | Portogallo under 21                                                             | Qual. Europeo Under-21 2017                                                     | -                                                                               | 72’                                                                             |
| 13-10-2015                                                                      | Felcsút                                                                         | Ungheria under 21                                                               | 2 – 2                                                                           | Albania under 21                                                                | Qual. Europeo Under-21 2017                                                     | -                                                                               |                                                                                 |
| 12-11-2015                                                                      | Arouca                                                                          | Portogallo under 21                                                             | 4 – 0                                                                           | Albania under 21                                                                | Qual. Europeo Under-21 2017                                                     | -                                                                               |                                                                                 |
| 16-11-2015                                                                      | Tirana                                                                          | Albania under 21                                                                | 2 – 0                                                                           | Liechtenstein under 21                                                          | Qual. Europeo Under-21 2017                                                     | -                                                                               | 42’                                                                             |
| 24-3-2016                                                                       | Elbasan                                                                         | Albania under 21                                                                | 0 – 0                                                                           | Grecia under 21                                                                 | Qual. Europeo Under-21 2017                                                     | -                                                                               |                                                                                 |
| 28-3-2016                                                                       | Elbasan                                                                         | Albania under 21                                                                | 2 – 1                                                                           | Ungheria under 21                                                               | Qual. Europeo Under-21 2017                                                     | -                                                                               | 67’                                                                             |
| 20-5-2016                                                                       | Zell am See                                                                     | Rep. Ceca under 21                                                              | 1 – 1                                                                           | Albania under 21                                                                | Amichevole                                                                      | -                                                                               |                                                                                 |
| 23-5-2016                                                                       | Mittersill                                                                      | Rep. Ceca under 21                                                              | 1 – 1                                                                           | Albania under 21                                                                | Amichevole                                                                      | -                                                                               |                                                                                 |
| 10-8-2016                                                                       | San Benedetto del Tronto                                                        | Italia under 21                                                                 | 0 – 0                                                                           | Albania under 21                                                                | Amichevole                                                                      | -                                                                               |                                                                                 |
| 10-10-2016                                                                      | Petah Tiqwa                                                                     | Israele under 21                                                                | 4 – 0                                                                           | Albania under 21                                                                | Qual. Europeo Under-21 2017                                                     | -                                                                               |                                                                                 |
| Totale                                                                          |                                                                                 | Presenze                                                                        | 14                                                                              |                                                                                 | Reti                                                                            | 0                                                                               |                                                                                 |

## Palmarès

### Club

#### Competizioni nazionali
- Supercoppa d'Albania: 3

Skënderbeu: 2014, 2018
Tirana: 2022
- Campionato albanese: 2

Skënderbeu: 2014-2015, 2015-2016